# Todo es nuevo (álbum)
Todo es nuevo es el primer álbum de estudio de la cantante anglo-española Jeanette, publicado en 1977 por la compañía discográfica Ariola. Este disco cuenta con dos versiones (francés y español) que incluyen diferentes diseños de portada. Fue producido por el reconocido compositor francés André Popp(†). 
El éxito de «Porque te vas» en Francia siguiere que Jeanette grabe para ese país por lo cual Popp escoge canciones (de autoría propia) que fueron éxito en listas musicales francesas y compone nuevos temas. Jeanette agrega un tema inédito que grabó con Pic-Nic. Las canciones son baladas al estilo musical chanson.  Todo es nuevo tuvo una acogida moderada pese al buen momento vocal de Jeanette; produjo tres sencillos de mediana recepción y obtuvo reseñas positivas de los críticos.

## Antecedentes y desarrollo
La película Cría cuervos ganó el Gran Premio del Jurado del Festival de Cannes de 1976 y tras la difusión de esta en salas la canción «Porque te vas» alcanzó éxito en varios países de Europa. En Francia la canción llegó al puesto uno y se mantuvo por un mes en esa posición. Este éxito sugiere que Jeanette grabe un álbum estilo chanson para ese país y en el idioma. Ariola gestiona con André Popp, un reconocido compositor francés que había participado de festivales musicales como Eurovisión.
Jeanette se traslada a Francia y empieza la producción de este disco a la par con la promoción de «Porque te vas». El listado de canciones estuvo a cargo de Popp, quien consideró composiciones anteriores además de nuevas canciones. El disco se grabó en francés y en español. Jeanette incluyó una canción que quedó fuera del listado de canciones de Pic-Nic originalmente grabada en inglés y que ella adaptó al español.

## Contenido, lanzamiento y portada

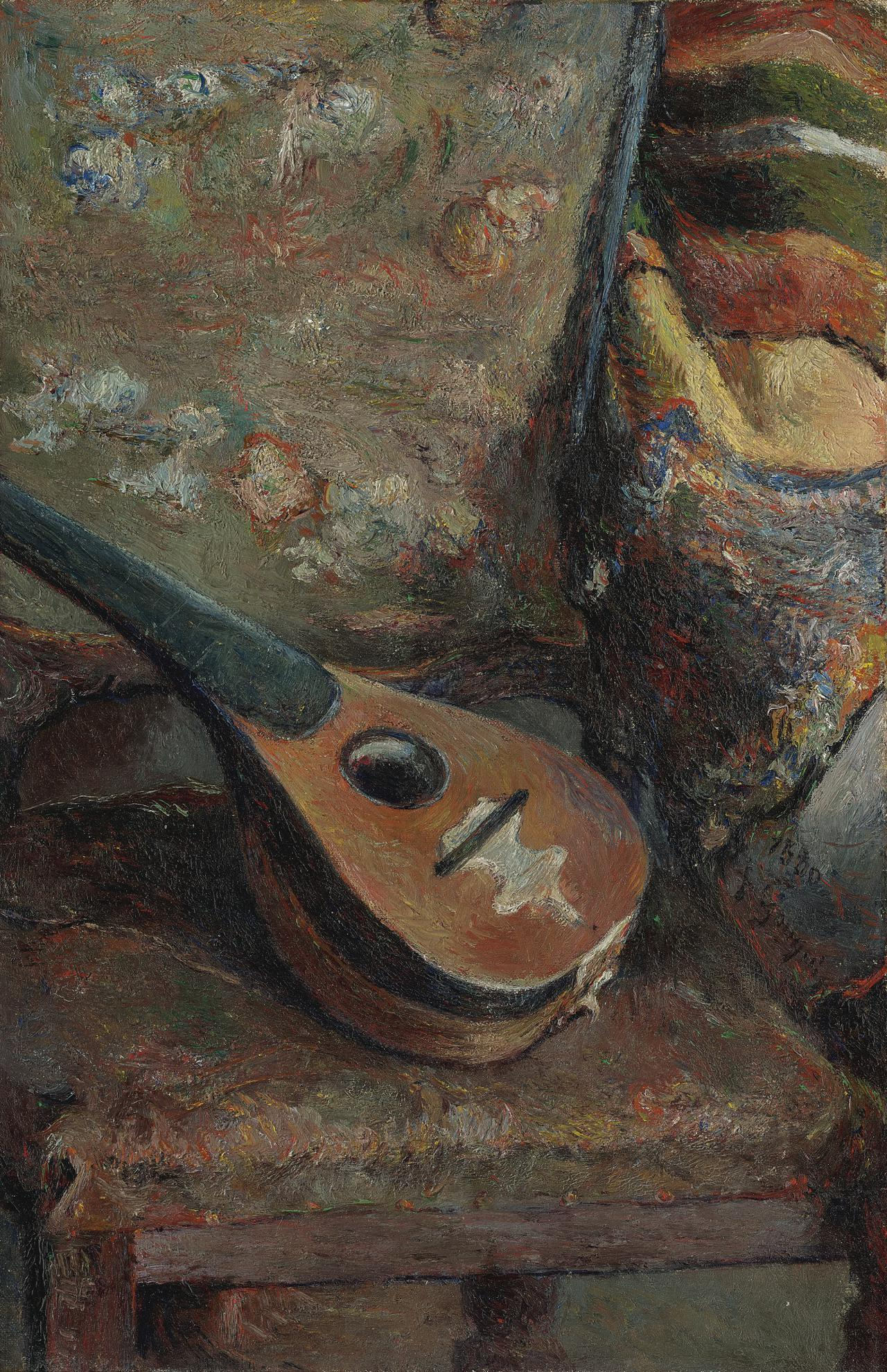
La mandolina es propia del estilo chanson, estilo musical del álbum.

Todo es nuevo alberga en su mayoría versiones y samples de canciones francesas que Popp compuso anteriormente. La canción «Todo es nuevo» se basó en la melodía «Tric-tac» de 1970 compuesta por Popp y Jean-Claude Massoulier(†) y el arreglo de saxofón (que originalmente no lo tiene) se asemeja a los de «Porque te vas». «La chanson pour Anna» se basó en otra melodía hecha también por Popp y en 1973 aparece una primera versión cantada por el grupo francés Les Compagnons de la Chanson que sirvió de base para su letra. La canción «L`amour joue au violon» usa como sample «Sweet Mary» compuesta por Popp en 1975. Popp íntegro «L'amour est bleu» en su versión en inglés (para ambas versiones de este álbum) que Vicky Leandros hiciera en 1967 después de su participación en Eurovision y se instrumentó únicamente con piano. Fueron incluidas «Le temps de mon père» grabado por Dalida en 1973, «Un jour l`amour» que interpretó Martine Clémenceau y quedó primer puesto en el Festival Yamaha Music,  «Manchester et Liverpool» de Marie Laforêt en 1966, «Le cceur trop tendre» de Nana Mouskouri en 1966 y «Tzeinerlin'» de Anne Gacoin que participó del Festival de Río de 1969.
Popp integró como canciones inéditas «Duel d' amour» y «Jeremie». Jeanette compuso «Precious little», cantada en español en las dos versiones de este álbum. 	
Ariola publicó el álbum en 1977. Polydor distribuyó  el álbum en Francia bajo el nombre de Jeanette (con canciones en francés), mientras que Ariola lo distribuyó en Alemania, Argentina, España y Portugal con el título de Todo es nuevo. El orden de las canciones difiere entre las dos versiones del disco. Las ilustraciones del álbum fueron obra del fotógrafo Manolo. Las carátulas de las versiones de este disco son diferentes. La versión francesa muestra a Jeanette sonriendo con las manos colocadas en la cintura mientras que el disco en español muestra a la cantante semioculta de un árbol con un fondo de atardecer.

## Recepción

### Crítica y comercial
Julián Molero, crítico de lafonoteca le dio dos estrellas de cinco. Molero comento que los sonidos del disco caen en el eclecticismo y que recuerdan a canciones alegres con acompañamientos humorísticos. Según él conviven canciones cascabeleras con baladas bien armadas de violines y tópicos melódicos de pop, folk y música de cabaret. Molero finaliza indicando de Popp saca buen partido a la voz aniñada de Jeanette y al despliegue orquestal que es discreto como efectivo. Vicente Fabuel hizo dos críticas a André Popp referidos a su trabajo en este álbum. En 1998 Fabuel publicó el libro Las chicas son guerreras: antología de la canción popular femenina en España y dijo que Popp explota la vena de Lolita de Jeanette que uno siempre le ha supuesto; mientras que en la revista electrónica Efe Eme Fabuel critica el disco tributo André Popp: Popp musique de 2002 diciendo que Jeanette canta el estilo petit sinfonies con ese punto de aniñado ensimismamiento ya que dos canciones de Todo es nuevo fueron incluidas en el disco tributo a Popp. La periodista Anje Ribera señaló en una biografía de la cantante que Todo es nuevo es un excelente disco aunque lamenta su nula repercusión en España.
Pese al buen momento vocal de Jeanette en Europa, Todo es nuevo no obtiene las ventas deseadas. En Francia tuvo una moderada recepción mientras que en España el disco no vendió lo estimado.

### Sencillos
El primer sencillo fue «Todo es nuevo» que entró al top 5 del listado musical de España. Este sencillo tuvo distribución (según discogs) en países de Europa (Alemania, España, Francia y Portugal) y América (Venezuela y Perú). «Tzeinerlin'» fue segundo sencillo publicado en Francia y Alemania. Este sencillo no recibió ningún reconocimiento. «Los tiempos de mi papá»/ «Le temps de mon pére» fue el tercer sencillo que a diferencia del segundo tuvo una mejor recepción en Francia. En España Jeanette canto «Los tiempos de mi papá» en el programa de Nochevieja de 1977 transmitido por TVE. En Alemania se lanzó «Mein lieber freund» (en alemán «Mi querido amigo»), la versión de «Todo es nuevo» como sencillo promocional.

## Lista de canciones

### Todo Es Nuevo
Lado "A"
| N.º | Título                   | Escritor(es)                        | Adaptación    | Duración |  |
| 1.  | «Todo es nuevo»          | André Popp • Jean-Claude Massoulier | Carlos Luengo | 3:29     |  |
| 2.  | «Canción para Ana»       | Popp • Massoulier                   | Carlos Toro   | 2:56     |  |
| 3.  | «El amor toca el violín» | Popp                                | Carlos Toro   | 4:20     |  |
| 4.  | «Recuérdame siempre»     | Popp • Pierre Delanoe               | Carlos Luengo | 3:20     |  |
| 5.  | «Love is blue»           | Popp • Pierre Cour                  | Blackburn     | 4:45     |  |

Lado "B"
| N.º | Título                   | Escritor(es)        | Adaptación    | Duración |  |
| 1.  | «Los tiempos de mi papa» | Popp • Cour         | Jeanette      | 3:17     |  |
| 2.  | «Si no voy a esperar»    | Popp • Massoulier   | Carlos Luengo | 3:05     |  |
| 3.  | «Mánchester y Liverpool» | Popp • Eddy Marnay  | Julio César   | 2:17     |  |
| 4.  | «Pequeña preciosa»       | Jeanette ¤          | Jeanette      | 3:16     |  |
| 5.  | «Jeremie»                | Popp • Michel Zacha | Carlos Luengo | 3:07     |  |
| 6.  | «Más buena que tu»       | Popp • Marnay       | J. Prieto     | 3:05     |  |
| 7.  | «Porque voy a cambiar»   | Popp • Massoulier   | Carlos Luengo | 4:03     |  |

- (¤) Letra original en inglés.

### Tout Est Nouveau
Lado "A"
| N.º | Título                    | Escritor(es)      | Duración |  |
| 1.  | «Le temps de mon père»    | Popp • Cour       | 3:17     |  |
| 2.  | «Un jour l'amour»         | Popp • Massoulier | 3:05     |  |
| 3.  | «Manchester et Liverpool» | Popp • Marnay     | 2:17     |  |
| 4.  | «Precious little ¤»       | Jeanette          | 3:16     |  |
| 5.  | «Jeremie»                 | Popp • Zacha      | 3:07     |  |
| 6.  | «Le coeur trop tendre»    | Popp • Marnay     | 3:05     |  |
| 7.  | «Tzeinerlin'»             | Popp • Massoulier | 4:03     |  |

Lado "B"
| N.º | Título                             | Escritor(es)                             | Duración |  |
| 1.  | «Tout est nouveau sous mon soleil» | Popp • Massoulier                        | 3:29     |  |
| 2.  | «La chanson pour Anna»             | Popp • Massoulier                        | 2:56     |  |
| 3.  | «L'amour joue au violon»           | Popp                                     | 4:20     |  |
| 4.  | «Duel d' amour»                    | Popp • Delanoe                           | 3:20     |  |
| 5.  | «L'amour est blue»                 | Popp • Cour • Adapt. (inglés): Blackburn | 4:45     |  |

- (¤) Titulada en inglés, pero cantada en español.

## Formatos
| Año  | Formato | Descripción                                                     |
| ---- | ------- | --------------------------------------------------------------- |
| 1977 | Vinilo  | Incluye 12 canciones; posee dos versiones en español y francés. |
| 1977 | Casete  | Incluye 12 canciones en español.                                |
| 1979 | Casete  | Incluye 12 canciones en francés.                                |

## Créditos y personal
- Grabación: Ariola Eurodisc S.A.

Producción
- André Popp: composición, producción y arreglos
- Michel Popp: dirección artística y técnica
- Didier Pitois: ingeniería de sonido
- Benoit Kaufman: producción y arreglos («Pequeña preciosa»)
- Jeanette: composición («Pequeña preciosa»)

Diseño
- Manolo: fotografía

Compañías discográficas
- Ariola: compañía discográfica
- Polydor: distribución

Fuentes: Discogs y notas del álbum.